# Запольський Михайло Антонович
Михайло Антонович Запольський (21 листопада 1930 — ?) — український радянський профспілковий діяч, секретар Української республіканської ради професійних спілок.

## Життєпис
Працював слюсарем, начальником зміни, начальником цеху та керівником виробництва на Дарницькому комбінаті хімічного волокна в Києві.
Освіта вища. Член КПРС.
До 1970 року — секретар партійного комітету Дарницького комбінату хімічного волокна в Києві.
У 1970—1980 роках — голова Українського республіканського комітету профспілки робітників нафтової, хімічної і газової промисловості (хімічної і нафтохімічної промисловості).
На 1981—1988 роки — секретар Української республіканської ради професійних спілок.
Також очолював Товариством захисту прав споживачів, був членом Комітету народного контролю УРСР (з 1986), Держплану УРСР, Комісії з цін, Комітету з державних премій України. Брав участь у ліквідації наслідків аварії на ЧАЕС
Тривалий час працював у республіканському Фонді соціального страхування із тимчасової втрати працездатності. 
Потім — на пенсії в місті Києві.

## Нагороди
- два ордени Трудового Червоного Прапора
- медалі
- Заслужений працівник промисловості України
- «Почесний хімік»
- лауреат премії ВЦРПС